# Lenguas del Pamir
Las lenguas del Pamir es un grupo regional de idiomas del este de Irán, hablados por numerosas personas en la cordillera del Pamir, principalmente en el valle del río Panj y sus afluentes.
En el siglo XIX y principios del XX, los eruditos occidentales se referían a veces a la familia lingüística Pamir como lenguas Ghalchah. El término Ghalchah ya no se usa para referirse a las lenguas Pamir o los hablantes nativos de estas lenguas.
Uno de los investigadores más prolíficos de las lenguas pamir fue el lingüista soviético Ivan Ivanovich Zarubin.

## Distribución geográfica
Los idiomas pamirianos se hablan principalmente en las provincias de Badakhshan, al noreste de Afganistán y Alto Badajshán al este de Tayikistán.
Las lenguas pamirianas también se hablan en Xinjiang y la lengua pamir sarikoli se habla más allá de la cordillera Sarikol en la frontera entre Afganistán y China y, por lo tanto, califica como la más oriental de las lenguas iraníes existentes.
Las comunidades wakhi se encuentran al adyacente distrito de Chitral, Khyber Pakhtunkhwa y en Gojal, Gilgit Baltistan en Pakistán.
El único otro miembro activo del grupo iraní del sudeste es el pastún.

## Clasificación
No se han demostrado características que unan las lenguas del Pamir como un solo subgrupo de iraníes. La Ethnologue enumera las lenguas pamir junto con el pastún como del sureste de Irán, sin embargo, según la Encyclopædia Iranica, las lenguas del pamir y el pastún pertenecen al norte de Irán. Rama del este de Irán.
Los miembros de las áreas de las lenguas de Pamir incluyen cuatro grupos: un grupo Shughni-Yazgulyam que incluye Sugní, sarikoli y Yazgulyam; Munji y Yidgha; Ishkashimi y dialectos relacionados; y Wají. Tienen la tipología sintáctica sujeto objeto verbo.

## Subgrupos

### Rama sugní-Yazgulami
Los idiomas sugní, sarikoli y yazgulyam pertenecen a la rama sugní-Yazgulami. Hay alrededor de 75.000 hablantes de idiomas en esta familia en Afganistán y Tayikistán (incluidos los dialectos de  Rushani, Rushani, Bartangi, Oroshor, Khufi y sugní). En 1982, había alrededor de 20.000 hablantes de sarikoli en el Valle de Sarikol ubicado en el Condado autónomo de Tashkurgán en la provincia de Sinkiang, China. Sugní y sarikoli no son mutuamente inteligibles. En 1994, había 4000 hablantes de Yazgulyam a lo largo del río Yazgulyam en Tayikistán. Yazgulyam no está escrito.
El idioma Vanji se hablaba en el valle del río Vanj en la provincia de Alto Badajshán en Tayikistán, y estaba relacionado con Yazgulyam. En el siglo XIX, la región fue anexionada por la fuerza al Emirato de Bujará y se emprendió una violenta campaña de asimilación. A finales del siglo XIX, el idioma Vanji había desaparecido, desplazado por el tayiko.
La mayoría de los hablantes de idiomas y otros en Tayikistán se refieren a los idiomas de este grupo como "Pamirski" o "Pamir" (por ejemplo, "Puedo hablar Pamir, Ishkashem y Wakhi").

### Rama Munji-Yidgha
Los idiomas Munji y Yidgha están estrechamente relacionados. Hay alrededor de 6.000 hablantes de yidgha en el valle superior de Lotkoh, distrito de Chitral, Pakistán, y en 1992 había alrededor de 2.500 hablantes de munji en los valles de Munjan y Mamalgha de la provincia de Badakhshan en el noreste de Afganistán. Munji-Yidgha comparte con Bactrian un desarrollo <*ð> /l/, ausente de los otros tres grupos de Pamir.

### Sanglechi-Ishkashimi
Hay alrededor de 2.500 hablantes de Sanglechi e Ishkashmi en Afganistán y Tayikistán (dialectos: Sanglechi, Ishkashmi, Zebaki). No son lenguajes escritas.

### Wají
Hay alrededor de 58.000 hablantes de la lengua wakjí en Afganistán, Tayikistán, China, Pakistán y Rusia.

## Estado actual
La gran mayoría de los hablantes de Pamir en Tayikistán y Afganistán también utilizan el tayiko como lengua literaria, que es, a diferencia de las lenguas del grupo Pamir, una lengua del suroeste de Irán. El grupo lingüístico está en peligro, con un número total de hablantes de aproximadamente 100.000 en 1990.